# Griekenland op de Olympische Zomerspelen 1960
Griekenland nam deel aan de Olympische Zomerspelen 1960 in Rome, Italië. Voor het eerst sinds 1912 werd weer goud gewonnen. De Griekse kroonprins maakte deel uit van het winnende zeilteam.

## Medailleoverzicht
| Sport  | Olympiër                             | Discipline | Medaille |
| ------ | ------------------------------------ | ---------- | -------- |
| Zeilen | Odysseus Eskitzoglou Georgios Zaïmis | dragon     | Goud     |

## Deelnemers en resultaten

### Atletiek
| Olympiër                                                                      | Discipline               | Resultaat | Prestatie                                                    |
| ----------------------------------------------------------------------------- | ------------------------ | --------- | ------------------------------------------------------------ |
| Nikolaos Georgopoulos                                                         | 100m (m)                 | 39e       | serie 9: 5de in 11,0                                         |
| Nikolaos Georgopoulos                                                         | 200m (m)                 | 27e       | serie 3: 2de in 22,0 kwartfinale 2: 7de in 22,0              |
| Vasilios Sillis                                                               | 400m (m)                 | 35e       | serie 7: 5de in 48,4                                         |
| Konstantinos Moragiemos                                                       | 800m (m)                 | 38e       | serie 4: 5de in 1.54,60                                      |
| Evangelos Depastas                                                            | 1500m (m)                | 27e       | serie 3: 8ste in 3.47,77                                     |
| Khristos Khiotis                                                              | 5000m (m)                | 38e       | serie 3: 9de in 15.01,2                                      |
| Georgios Marsellos                                                            | 110m horden (m)          | 26e       | serie 4: 5de in 14,92                                        |
| Dimitrios Skourtis                                                            | 400m horden (m)          | 29e       | serie 4: 5de in 53,85                                        |
| Georgios Papavasileiou                                                        | 3000m steeplechase (m)   | 12e       | serie 1: 4de in 8.51,46                                      |
| Ioannis Komitoudis Konstantinos Lolos Leonidas Kormalis Nikolaos Georgopoulos | 4x100m (m)               | 9e        | serie 3: 2de in 41,81 halve finale 2: 5de in 41,90           |
| Leonidas Kormalis Konstantinos Moragiemos Evangelos Depastas Vasilios Sillis  | 4x400m (m)               | DNF       | serie 3: niet gefinisht                                      |
| Dimos Manglaras                                                               | verspringen (m)          | 11e       | kwalificatie groep C: 6de met 7,45m finale: 11de met 7,45m   |
| Konstantinos Sfikas                                                           | hink-stap-springen (m)   | 35e       | kwalificatie groep B: 12de met 14,32m                        |
| Georgios Roubanis                                                             | polsstokhoogspringen (m) | 18e       | kwalificatie: 18de met 4,20m                                 |
| Georgios Tsakanikas                                                           | kogelstoten (m)          | 19e       | kwalificatie: 19de met 16,44m                                |
| Antonios Kounadis                                                             | discuswerpen (m)         | 35e       | kwalificatie groep A: 6de met 52,49m finale: 18de met 52,42m |
| Myron Anyfantakis                                                             | speerwerpen (m)          | 21e       | kwalificatie groep A: 10de met 69,53m                        |
| Andreas Kouvelogiannis                                                        | kogelslingeren (m)       | 27e       | kwalificatie: 27ste met 55,18m                               |
| Panayotis Epitropoulos                                                        | tienkamp (m)             | 23e       | 4737 punten                                                  |

### Boksen
| Olympiër               | Discipline  | Resultaat | Prestatie                                       |
| ---------------------- | ----------- | --------- | ----------------------------------------------- |
| Panagiotis Kostarellos | -54kg (m)   | 17e       | 1ste ronde: vrij 2de ronde: V van ITA Zamparini |
| Dimitrios Mikhail      | -63,5kg (m) | 17e       | 1ste ronde: vrij 2de ronde: V van IRL Meli      |

### Gewichtheffen
| Olympiër        | Discipline  | Resultaat | Prestatie                                                                           |
| --------------- | ----------- | --------- | ----------------------------------------------------------------------------------- |
| Iakovos Psaltis | -82,5kg (m) | 17e       | drukken: 16de met 115kg trekken: 7de met 120kg stoten: 14de met 150kg totaal: 385kg |

### Roeien
| Olympiër                                                                                           | Discipline   | Resultaat | Prestatie                                                       |
| -------------------------------------------------------------------------------------------------- | ------------ | --------- | --------------------------------------------------------------- |
| Ioannis Khrysokhoou Ioannis Simbonis Ioannis Theodorakeas                                          | twee-met (m) | 17e       | serie 1: 6de in 7.59,42 1ste ronde herkansingen: 5de in 7.54,75 |
| Panagiotis Kalombratsos Ilias Polyzois Ioannis Simbonis Triantafyllos Tsongas Ioannis Theodorakeas | vier-met (m) | 20e       | serie 1: 5de in 7.01,25 1ste ronde herkansingen: 4de in 6.57,98 |

### Schietsport
| Olympiër                    | Discipline                 | Resultaat    | Prestatie                                                                                                 |
| --------------------------- | -------------------------- | ------------ | --- |
| Georgios Liveris            | 50m geweer 3 houdingen (m) | 49e          | kwalificatie groep 1: 22ste met 537 punten (191-182-164) finale: 49ste met 1087 punten (384-371-332)      |
| Nikolaos Triantafyllopoulos | 50m geweer 3 houdingen (m) | 53e          | kwalificatie groep 2: 27ste met 531 punten (189-180-162) finale: 54ste met 1086 punten (377-358-321)      |
| Georgios Liveris            | 50m geweer liggend (m)     | 64e          | kwalificatie groep 1: 34ste met 377 punten (96-93-93-95)                                                  |
| Nikolaos Triantafyllopoulos | 50m geweer liggend (m)     | 57e          | kwalificatie groep 2: 31ste met 378 punten (95-95-93-95)                                                  |
| Dimitrios Kasoumis          | 50m pistool (m)            | 46e          | kwalificatie groep 1: 20ste met 341 punten (82-86-85-88) finale: 46ste met 515 punten (84-89-83-83-89-87) |
| Georgios Marmaridis         | 50m pistool (m)            | 52e          | kwalificatie groep 2: 27ste met 332 punten (85-80-81-86) finale: 52ste met 497 punten (81-85-77-84-86-84) |
| Georgios Marmaridis         | 25m snelvuurpistool (m)    | 48e          | 544 punten: (274-270)                                                                                     |
| Alkiviadis Papageorgopoulos | 25m snelvuurpistool (m)    | 33e          | 566 punten: (282-284)                                                                                     |
| Platon Georgitsis           | trap (m)                   | 46e          | kwalificatie: 17de met 89 punten finale: 19de met 178 punten                                              |
| Georgios Pangalos           | trap (m)                   | kwalificatie | |

### Worstelen
| Olympiër               | Discipline  | Resultaat   | Prestatie                                                                                                |
| Vrije stijl            | Vrije stijl | Vrije stijl | Vrije stijl                                                                                              |
| ---------------------- | ----------- | ----------- | --- |
| Stefanos Ioannidis     | -62kg (m)   | 18e         | 1ste ronde: W van KOR Gang 2de ronde: V van IRQ Kasim                                                    |
| Grieks-Romeins         |             |             | |
| Mikhail Theodoropoulos | -57kg (m)   | 17e         | 1ste ronde: V van AUT Brunner 2de ronde: V van TCH Svec                                                  |
| Anastasios Mousidis    | -67kg (m)   | 11e         | 1ste ronde: W van FRA Pourtau 2de ronde: vrij 3de ronde: V van TCH Matoušek 4de ronde: V van URS Kordize |

### Zeilen
| Olympiër                                                      | Discipline      | Resultaat | Prestatie                           |
| ------------------------------------------------------------- | --------------- | --------- | ----------------------------------- |
| Ioannis Kariofillis                                           | finn            | 22e       | 2513 punten: (20-11-DSQ-15-24-9-32) |
| Constantine Limberakis Stylianos Kyriakidis                   | flying dutchman | 23e       | 1779 punten: (24-20-16-24-22-16-22) |
| Nicolaos Vlangalis Spirros Makridakis                         | star            | 20e       | 1579 punten: (18-19-18-25-15-17-21) |
| Crown Prince Constantine Odysseus Eskitzoglou Georgios Zaimis | dragon          | Goud      | 6733 punten:(10-3-3-1-4-2-4)        |

### Zwemmen
| Olympiër               | Discipline          | Resultaat | Prestatie               |
| ---------------------- | ------------------- | --------- | ----------------------- |
| Dimitrios Kolovos      | 100m rugslag (m)    | 34e       | serie 1: 8ste in 1.13,8 |
| Nikolaos Zakharopoulos | 200m schoolslag (m) | 35e       | serie 6: 7de in 2.56,4  |

Afghanistan · Argentinië · Australië · Bahama's · België · Bermuda · Birma · Brazilië · Brits-Guiana · Bulgarije · Canada · Ceylon · Chili · Colombia · Cuba · Denemarken · Duits eenheidsteam · Ethiopië · Fiji · Filipijnen · Finland · Frankrijk · Ghana · Griekenland · Groot-Brittannië · Haïti · Hongarije · Hongkong · Ierland · IJsland · India · Indonesië · Irak · Iran · Israël · Italië · Japan · Joegoslavië · Kenia · Libanon · Liberia · Liechtenstein · Luxemburg · Malakka · Malta · Marokko · Mexico · Monaco · Nederland · Nederlandse Antillen · Nieuw-Zeeland · Nigeria · Noorwegen · Oeganda · Oostenrijk · Pakistan · Panama · Peru · Polen · Portugal · Puerto Rico · Roemenië · San Marino · Singapore · Soedan · Sovjet-Unie · Spanje · Suriname · Taiwan · Thailand · Tsjecho-Slowakije · Tunesië · Turkije · Uruguay · Venezuela · Verenigde Arabische Republiek · Verenigde Staten · Vietnam · West-Indische Federatie · Zuid-Afrika · Zuid-Korea · Zuid-Rhodesië · Zweden · Zwitserland